# 季华女子学校旧址
季华女子学校旧址，位于中国广东省佛山市禅城区人民路田心里，类型为近现代重要史迹及代表性建筑，1998年4月30日公布为佛山市文物保护单位，登录名为铁军小学。2006年10月25日重新公布时更改登录名为季华女子学校旧址。
铁军小学的历史年代为民国。